# Toukkakrunni
Toukkakrunni är en ö i Finland. Den ligger i Bottenviken och i kommunerna Kemi och Simo i landskapet Lappland, i den norra delen av landet. Ön ligger omkring 110 kilometer sydväst om Rovaniemi och omkring 600 kilometer norr om Helsingfors.
Öns area är 0,4 hektar och dess största längd är 220 meter i sydöst-nordvästlig riktning.